# Katimavik
Pour les articles homonymes, voir Katimavik (homonymie).
Katimavik est un programme de bénévolat pancanadien pour la jeunesse fondé en 1977 par Jacques Hébert. Le programme classique[pas clair] s'adressait aux jeunes Canadiens entre 17 et 21 ans, leur permettant de voyager, d'apprendre la deuxième langue officielle et d'acquérir de nouvelles expériences de travail et de vie de groupe.

## Le programme
Katimavik était le plus important programme jeunesse national du Canada. Un programme qui donne la chance à des jeunes Canadiens de 17 à 21 ans d’apprendre par le travail bénévole, dans trois provinces canadiennes. Plus de 35 heures par semaine de bénévolat est assigné au participant en plus des ateliers sur les aptitudes du leadership. Katimavik défraie le coût du transport, du logement, de la nourriture, des activités, et octroie même une allocation de 2$ par jour.
Katimavik veut dire « lieu de rencontre » et « prendre soin de » en Inuktitut.
En général, un groupe est composé d’une personne de la Colombie-Britannique ou du Yukon; de deux personnes des Prairies, Territoires du Nord-Ouest ou Nunavut; de quatre personnes de l’Ontario, de trois personnes du Québec et finalement, une personne de l’Atlantique. Katimavik, c’est donc la chance d’apprendre sa langue seconde et également sur la culture des autres provinces et de leur mode de vie.
De plus, à chaque rotation, les participants doivent passer 2 semaines dans une famille d'accueil, pour partager sa culture et apprendre celle de la localité.
Depuis, ce sont plus de 25 000 jeunes Canadiens qui ont vécu l’expérience Katimavik ; désormais, c’est moins de 1 200 jeunes Canadiens par année qui peuvent participer au programme. C’est le gouvernement du Canada, par l’entremise de Patrimoine canadien qui finance le programme.

## Critères d’admissibilité
1. Être âgé de 17 à 21 ans le jour où le programme débute
2. Avoir la citoyenneté canadienne ou un certificat d’immigrant reçu
3. Être en bonne santé physique
4. Passer un test pour vérifier les antécédents judiciaires
5. N’avoir jamais participé à Katimavik auparavant.

## Histoire
C’est Jacques Hébert, ami personnel du premier ministre canadien Pierre Elliott Trudeau, qui a fondé le programme Katimavik en 1977. Jacques Hébert, est un fervent défenseur des programmes gouvernementaux des jeunes Canadiens. C'est son engagement à l'égard des jeunes, tant au Canada que dans le reste du monde, qui l'a motivé à créer Jeunesse Canada Monde en 1971, puis, six ans plus tard, Katimavik.
En 1986, le gouvernement conservateur de Brian Mulroney cessa le financement de Katimavik. Pour contester la décision du gouvernement canadien d’abolir le financement, Jacques Hébert, créateur du programme, fit la grève de la faim dans les couloirs du Sénat durant 21 jours. Cependant, il fut incapable de sauver ce programme qui permettait d’aider des centaines de communautés canadiennes et d’enrichir la vie de plus d’un millier de jeunes Canadiens annuellement.
C’est en 1995, grâce au gouvernement libéral de Jean Chrétien, que le programme put reprendre ses activités après dix ans d’absence. Entre 1995 et 2005, ce sont plus de 10 000 jeunes Canadiens de 17 à 21 ans qui ont participé au programme. Toutefois, le gouvernement actuel réexamine le programme, et il se pourrait bien que malgré tous ces aspects positifs, le financement lui soit coupé. Le 20 décembre 2006, le gouvernement a décidé de renouveler le financement de Katimavik pour une autre année.
En mars 2012, le gouvernement fédéral a mis un terme à son engagement financier, ce qui a forcé Katimavik à suspendre l'ensemble de son programme classique. Cependant, Katimavik est toujours actif et en développement constant de nouveaux programmes et de nouveaux partenariats financiers.
Le programme a été rétabli en 2018 par le premier ministre Justin Trudeau; le rétablissement du financement fédéral était une promesse de campagne.
Au Québec, Katimavik est actif via son programme Éco-stage. Il s'agit d'un programme provincial soutenu par le Secrétariat à la jeunesse du Québec. Il offre une occasion unique aux jeunes âgés entre 18 et 35 ans qui sont passionnés par l'environnement d'effectuer des stages d'une durée de 3 mois au sein d'organismes à mission environnementale dispersés dans différentes régions du Québec.